# Piancastagnaio
Piancastagnaio là một đô thị ở tỉnh Siena trong vùng Toscana, có cự ly khoảng 110 km về phía đông nam của Florence và khoảng 60 km về phía đông nam của Siena. 

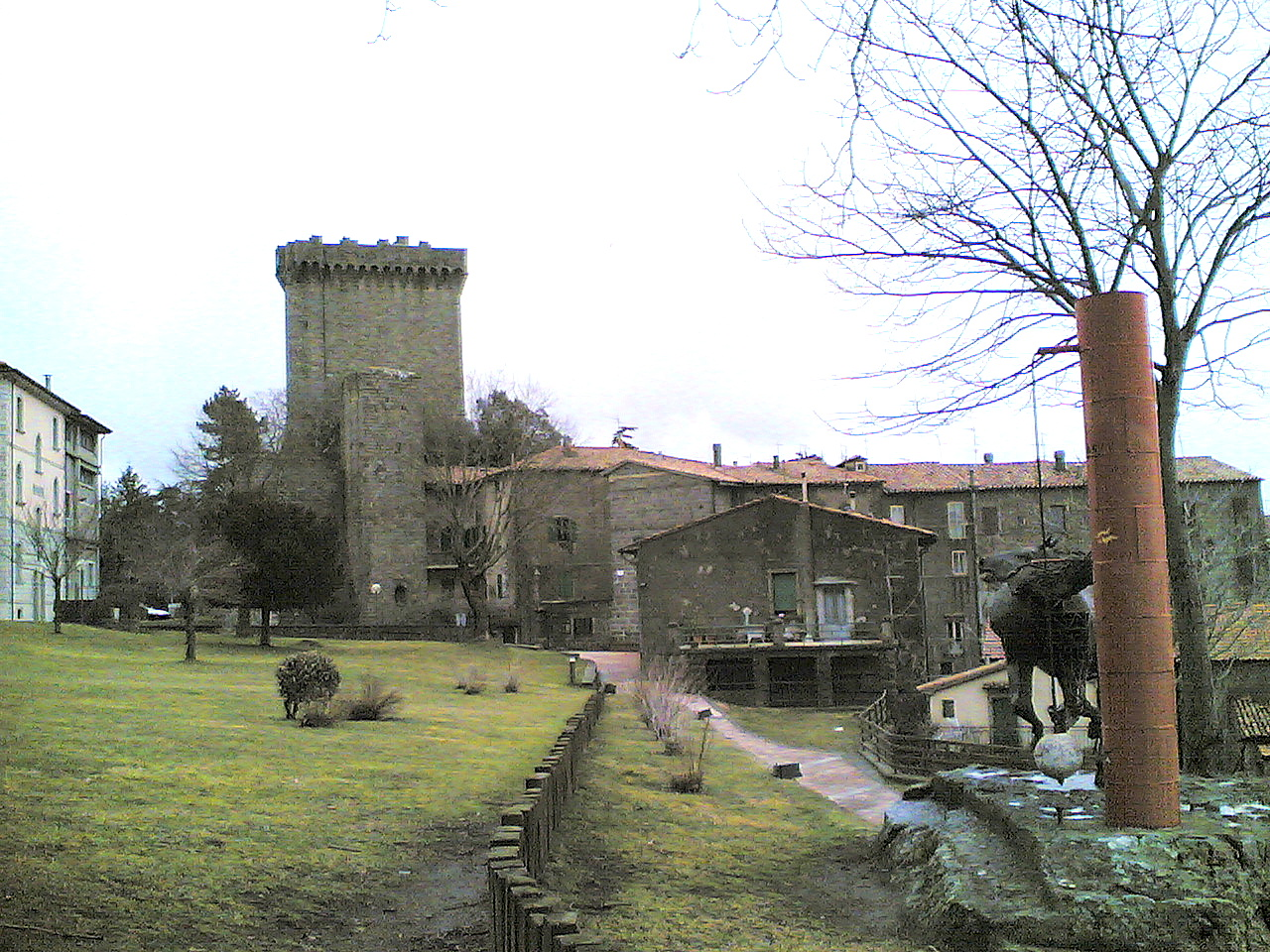
Công viên và lâu đài Barbarossa ở Piancastagnaio.

Piancastagnaio giáp các đô thị: Abbadia San Salvatore, Castell'Azzara, Proceno, San Casciano dei Bagni, Santa Fiora.